# Sénéchal

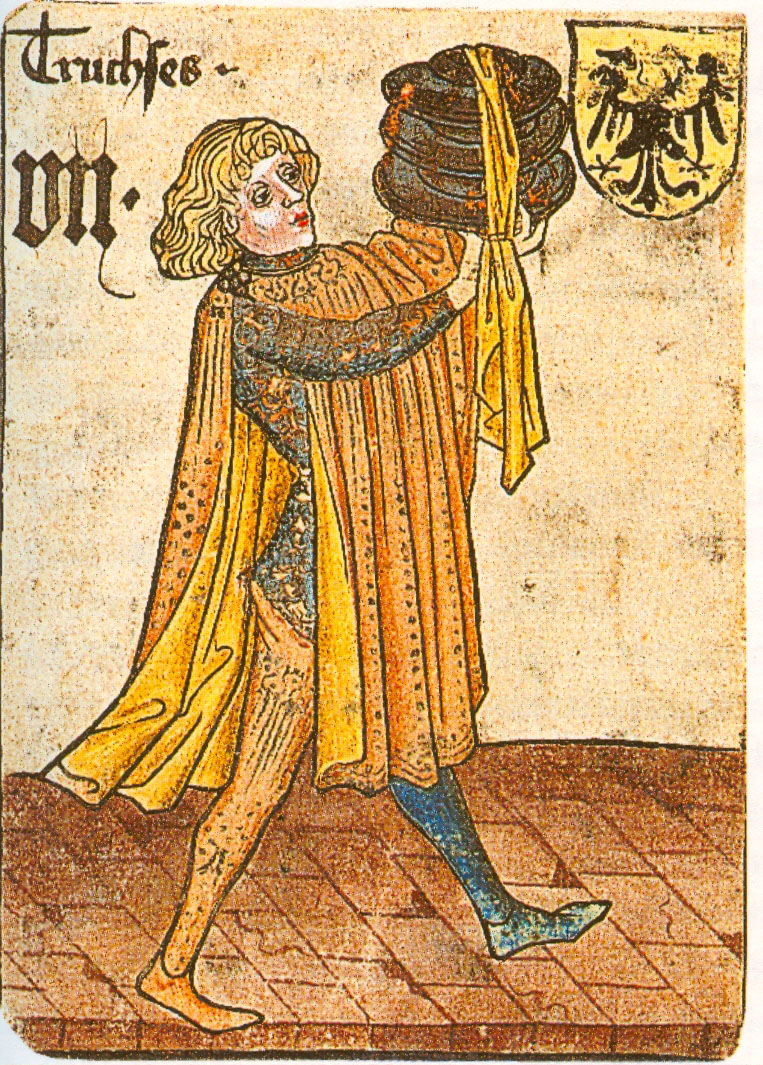
Sénéchal egy 1455-ből származó kártyalapon

Sénéchal (középkori latinsággal senescalcus, a latin senes és az ó-német scalc összetételéből), szó szerint legidősebb szolga, átvitt értelemben udvarmester vagy udvarnagy. A sénéchali cím Franciaországban valószínűleg a majordomus (maire du palais) címet pótolta, amely I. Lothár király ideje óta örökössé vált az Anjou grófok családjában.

## Története
Maga a sénéchal cím a Frank Birodalomban alakult ki, a Karoling korban, az udvari feladatok differenciálódása nyomán. A cím birtokosa eredetileg az utazó királyi udvartartás élelemellátásáért volt felelős, azonban ez a fő étekfógói tisztség később országos hatáskört kapott, hatásköre számos egyéb feladatkörrel kibővült. A korai feudális francia államban a sénéchal az udvartartás vezetőjéből általános királyi helyettessé fejlődött, ő felelt a királyi hadak vezetéséért, valamint bíráskodási feladatkört nyert.
II. Fülöp Ágost király 1191-ben eltörölte az örökletes sénéchali méltóságot. Ezt követően az újonnan meghódított területek (például Anjou, Maine, Poitou, Saintogne, Touraine) élére sénéchalokat nevezett ki legfőbb törvényszéki bírákként.

## Külső hivatkozások
- EtymologyOnline Sénéchal angol nyelven
- Dictionnarie général de la Politique Sénéchal francia nyelven